# Croton essequiboensis
Espèce
Croton essequiboensis est une espèce de plantes à fleurs du genre Croton et de la famille des Euphorbiaceae, présente en Guyane, au Venezuela (Bolívar) et au Brésil (Roraima).
Il a pour synonyme :
- Berhamia essequiboensis, (Klotzsch) Klotzsch
- Croton populifolius var. essequiboensis, (Klotzsch) Müll.Arg., 1866